# Університет Джуби
Національний університет Джуби (англ. Juba National University, араб. جامعة جوبا), відоміший за назвою Університет Джуби / англ. University of Juba) — публічний університет у Південному Судані, розташований (головний кампус) у столиці і найбільшому місті країни Джубі.
Викладання в університеті здійснюється англійською.

## З історії
Університет у Джубі був заснований у 1977 році у зв'язку з необхідністю вищої освіти у південних районах тодішнього Судану. 
Через ІІ Громадянську війну (1983—2005) задля безпеки штату викладачів і студентів та інфраструктури університет був евакуйований до Хартума. 
У 2006 році суданський уряд погодився змінити назву університету на Національний університет Джуби. 
Слідом за здобуттям незалежності Південним Суданом у липні 2011 року, університет був переміщений назад до Джуби, де його було засновано. 